# Hemiaspis
Hemiaspis là một chi rắn có nọc độc thuộc họ Elapidae. Chi này hiện bao gồm 2 loài đã được mô tả là Hemiaspis damelii và Hemiaspis signata, đều là đặc hữu Australia.